# بووترکی
بووترکی (به لهستانی:  Bołtryki) یک روستا در لهستان است که در گمینا میخاوووو واقع شده‌است.